# Jan z Kunštátu
Jan z Kunštátu († před rokem 1378) byl moravský šlechtic z rodu pánů z Kunštátu.

## Život
Jeho otec není přesně znám. Byl to některý ze synů Kuny ze Zbraslavi a Kunštátu, buď Bohuše z Kunštátu nebo Kuna z Kunštátu. 
První písemná zmínka o Janovi z Kunštátu pochází z roku 1373, kdy se uvádí jako progenitor Jan. Roku 1378 se připomíná jako mrtvý.
Jan z Kunštátu je považován za zakladatele stařechovicko-skalské větve. Jméno jeho syna sice neznáme, ale známe jeho vnuka Arkleba ze Stařechovic, a pravnuka Erharta ze Skal.
Jan z Kunštátu měl bratrance Gerharda z Kunštátu a možná, že měl ještě dalšího neznámého bratra či bratrance, který byl otcem Bočka z Líšnice. Je ale teoreticky možné, že zakladatel líšnické větve rodu pánů z Kunštátu Boček z Líšnice byl Janovým synem.